# Sinus Amoris

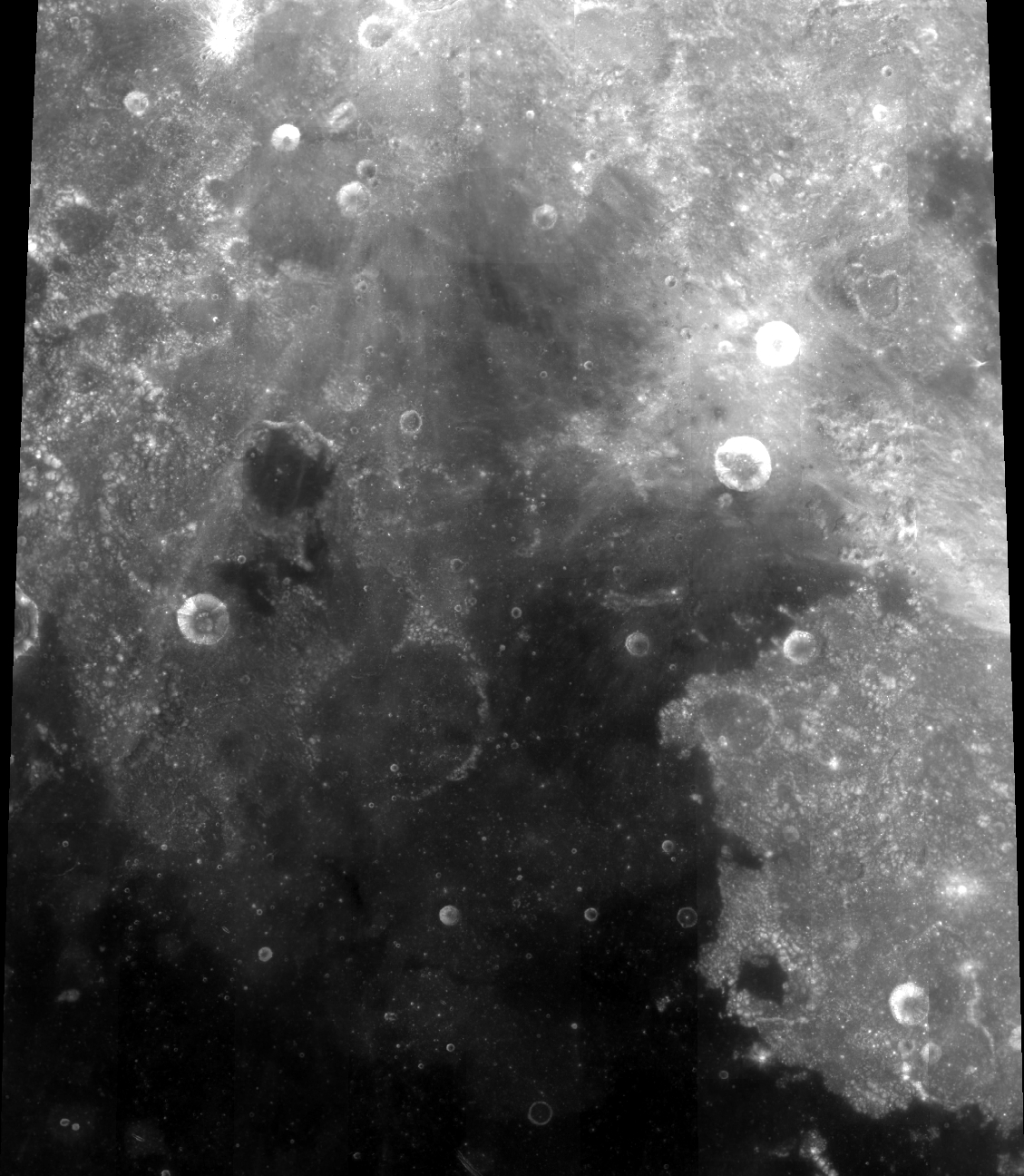
Sinus Amoris.

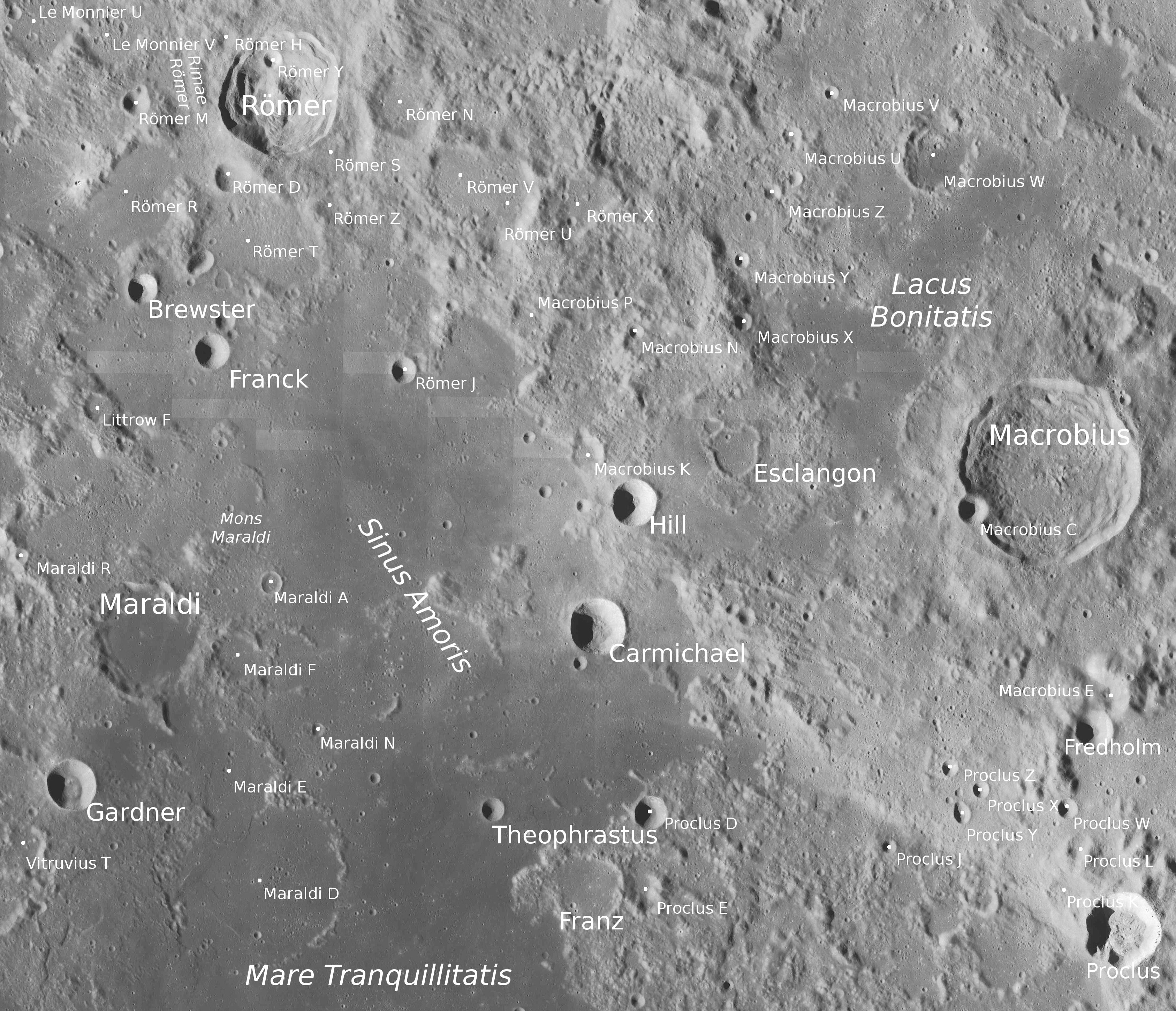
Poloha zálivu Sinus Amoris.

Sinus Amoris (česky Záliv lásky) je severní výběžek Mare Tranquillitatis (Moře klidu) na přivrácené straně Měsíce, který měří na délku cca 250 km. Střední selenografické souřadnice zálivu jsou 19,9° S a 37,3° V. Na severu jej ohraničuje pohoří Montes Taurus, na východě leží bažina Palus Somni (Bažina spánku) a jezero Lacus Bonitatis (Jezero štědrosti). Na jihu přechází do Mare Tranquillitatis (leží zde hora Mons Esam).
V severní části zálivu leží nevelké krátery Brewster a Franck. Na východní straně se nachází dvojice kráterů Hill a Carmichael, na západě se tyčí hora Mons Maraldi. Na jihu lze nalézt kráter Theophrastus.